# Bois-d’Arcy (Yonne)
Bois-d’Arcy – miejscowość i gmina we Francji, w regionie Burgundia-Franche-Comté, w departamencie Yonne.
Według danych na rok 1990 gminę zamieszkiwało 25 osób, a gęstość zaludnienia wynosiła 7 osób/km² (wśród 2044 gmin Burgundii Bois-d’Arcy plasuje się na 882. miejscu pod względem liczby ludności, natomiast pod względem powierzchni na miejscu 1309.).